# Antagonista (farmacologia)

Fármacos antagonistas podem atuar em diferentes receptores encontrados no sistema nervoso ou em glândulas endócrinas

Fármacos antagonistas são aqueles que possuem alguma afinidade com os sítios de ação de receptores fisiológicos presentes no organismo, sendo capazes de se ligarem ou interagirem com os mesmos, impedindo a ligação de substâncias agonistas endógenas ou exógenas. Assim, eles reduzem ou bloqueiam os estímulos da ligação agonista-receptor, não provocando uma mudança conformacional na estrutura do receptor, fazendo com que  permaneçam em seu estado inativo.

## Características
A afinidade dos fármacos antagonistas com os receptores fisiológicos é referente a capacidade do fármaco de se ligar à esses receptores e de formar o complexo fármaco-receptor, estando diretamente relacionada à três fatores: ao tamanho, a forma e a estereoespecificidade dos antagonistas. A afinidade é importante para definir o quão específico é aquele fármaco para se ligar no receptor, podendo classificar essa especificidade em alta, média ou baixa.
No contexto das áreas da bioquímica e toxicologia, o antagonismo é um fenômeno onde a exposição a um químico resulta na redução do efeito de outro químico. Um receptor antagonista é um agente que reduz a resposta que um ligante produz quando se une a um receptor em uma célula Este é o fenómeno oposto do efeito sinergístico. Deve-se ter em atenção os perigos de misturar medicamentos (sem a prescrição de um médico), pois eles podem interagir entre si e, na presença de fármacos antagonistas, a resposta farmacológica de um medicamento é suprimida ou reduzida na presença de outro.

## Classificação

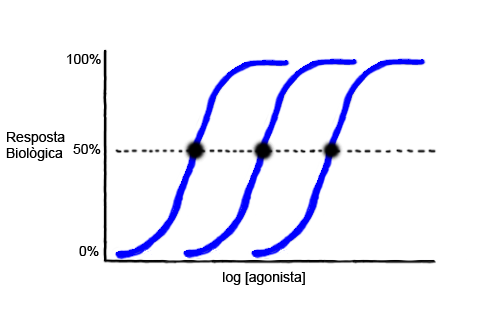
Esse gráfico demostra a curva referente à concentração de agonista referente a resposta biológica produzida.Caso houvesse a implementação de um antagonista competitivo, por exemplo, a curva seria mais descolada para a direita e diminuiria a resposta biológica.

1. Antagonistas competitivos (reversíveis): são aqueles que possuem ligação fraca com o receptor e que competem pelo seu sítio de ação com substâncias agonistas. Na presença de altas concentrações do agonista, o antagonista competitivo pode ser retirado do receptor, deslocando a curva para a direita em gráficos de concentração do fármaco versus a resposta biológica.
2. Antagonistas não competitivos (irreversíveis): são aqueles que possuem uma ligação forte e definitiva pelo receptor, fazendo com que não tenha como ocorrer outra ligação pelo mesmo com outras substâncias. Essa ligação de antagonista não competitivo e receptor somente será desfeita quando houver um “turnover” protéico do receptor.
3. Antagonistas alostéricos:  são aqueles que fazem uma ligação em outro local do receptor, conhecidos como sítios alostéricos, sem ser o sítio de ação convencional. A partir desse ligação em sítios alostéricos, mesmo que  substâncias agonistas  façam a ligação no sítio de ação convecional, o antagonista alostérico irá interferir na eficácia dessa ligação.
4. Agonista inverso: o agonista inverso é considerado como um antagonista por alguns autores, pois promovem a ação contrária do que era esperada de um agonista total. Por exemplo, enquanto a histamina gera resposta inflamatória no receptor H1, um agonista inverso como a loratadina encaixa no receptor H1, produz resposta de desinflamação e também não permite que uma histamina se encaixe. Muitos medicamentos originalmente considerados apenas antagonistas, revelaram ser agonistas inversos.[4]

## Sensibilização/Desensibilização
A estimulação constante de um receptor por um agonista resulta em um estado de progressiva dessensibilização, ou seja, o efeito se torna cada vez menor. Diversos mecanismos podem ser responsáveis por este fenômeno, tais como, alteração do receptor, sua destruição e relocalização na célula. Por outro lado, a administração contínua de um antagonista gera um estado de hiperreatividade e supersensibilidade cada vez maior do receptor ao agonista. A supersensibilização dos receptores associados a dor é uma das possíveis causas de fibromialgia.
A adaptação fisiológica (tolerância)  ou o aumento da degradação metabólica são outros exemplos de fenômenos que podem causar a dessensibilização dos receptores, podendo ser de dois tipos diferentes:
- Dessensibilização homóloga: na qual há uma redução do número de receptores
- Dessensibilização heteróloga: na qual há uma redução da sinalização da tradução dos receptores

A tolerância à determinada substância pode provocar na diminuição da expressão dos receptores ou da sinalização dos receptores, fazendo com que seja necessário uma maior dose da concentração da substância para provocar um estímulo. Os fármacos antagonistas não competitivos tendem a aumentar a regulação de receptores, ou seja, estimulam a fabricação de novos receptores fisiológicos, por terem bloqueado os sítios de ação dos receptores já existentes no organismo.

## Exemplos
Um caso clássico consiste na mistura de contraceptivos orais com antibióticos: os antibióticos aceleram o metabolismo hepático dos anticoncepcionais, aumentando consequentemente o risco da gravidez; os antibióticos também reduzem a flora bacteriana gastrointestinal residente, responsável pela degradação das cápsulas dos contraceptivos orais, reduzindo a absorção do fármaco.
Outro exemplo de interação medicamentosa com efeito antagonístico surge quando se toma um antiácido simultaneamente com um anti-inflamatório - o pH do estômago precisa ser ácido para absorver o anti-inflamatório, diminuindo assim a absorção do medicamento.
Os antagonistas são muito usados intencionalmente para diminuir o efeito de compostos químicos prejudiciais. Se um paciente tem excesso de serotonina existem vários medicamentos (como a alossetrona, cetanserina e a ondansetrona) que vão se ligar a um dos tipos de receptores da serotonina sem ativá-los, impedindo que a própria serotonina de se ligar e os ativar, diminuindo o efeito desse tipo de receptor no organismo.

## Antagonistas do 5HT-3
Os antagonistas 5-HT3, como o ondansetron, são medicamentos potencialmente ansiolíticos, com poucos efeitos adversos e consideravelmente seguros, porém mais estudos são necessários para a determinação de sua real eficácia no tratamento de transtornos de ansiedade. Sua alta seletividade, a alta potência e a aparente baixa toxicidade fazem deles uma alternativa muito útil na clínica.